# Xenotaenia resolanae
Xenotaenia resolanae és una espècie de peix de la família dels goodèids i de l'ordre dels ciprinodontiformes.

## Morfologia
- Els mascles poden assolir 4 cm de longitud total i les femelles 5.[3][4]

## Alimentació
Menja algues.

## Hàbitat
És un peix d'aigua dolça, de clima tropical (22 °C-25 °C) i demersal.

## Distribució geogràfica
Es troba al Pacífic mexicà: conques dels rius Purificación i Marabasco.

## Observacions
És inofensiu per als humans.